# Dongying
Dongying (cinese: 东营; pinyin: Dōngyíng) è una città-prefettura della Cina nella provincia dello Shandong.

## Geografia antropica

### Suddivisioni amministrative
La città-prefettura amministra 2 distretti e 3 contee:
- Distretto di Dongying (东营区)
- Distretto di Hekou (河口区)
- Contea di Guangrao (广饶县)
- Contea di Lijin (利津县)
- Contea di Kenli (垦利县)